# Crónica (Eusebio de Cesarea)

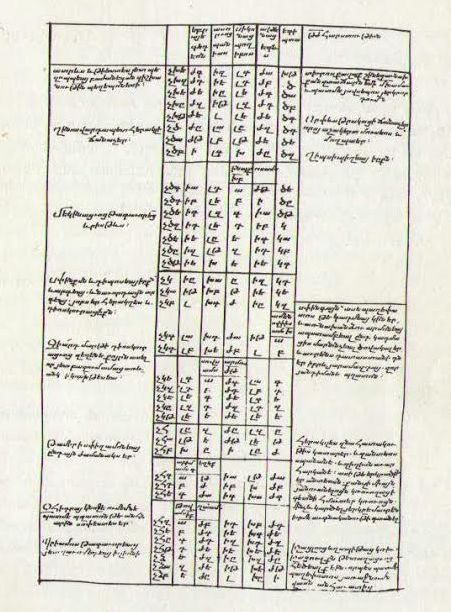
Versión de la Crónica de Eusebio de Cesarea escrita en armenio en un manuscrito del.

La Crónica (originalmente en griego: Παντοδαπὴ ἱστορία, Pantodape historia, historia universal) es una obra dividida en dos libros de Eusebio de Cesarea, escrita en el año 303 y ampliada años después. Contiene una crónica de la historia de la humanidad, desde la vida de Abraham hasta el vigésimo año del gobierno del emperador Constantino, en el año 325. En esta obra además el autor hace una crítica al milenarismo.
El primer libro, Chronographia, consiste en una recopilación de diversas fuentes de todo el mundo, las cuales documentan la cronología de los acontecimientos locales o regionales. El segundo libro, Chronikoi kanones, es un estudio original de Eusebio de Cesarea, en que busca establecer qué acontecimientos mencionados en el primer libro ocurrieron en paralelo, cotejando las fuentes. Esta obra es considerada uno de los primeros ejemplos de las tablas de referencia de las enciclopedias y de las obras de referencia en general. Contiene además la lista más completa de los campeones de los Juegos Olímpicos de la Antigüedad, aunque en su mayoría consigna a los ganadores de la carrera de stadion, del año 776 a. C. al año 217 de nuestra era.
El texto original en griego se ha perdido, sin embargo, persisten muchas partes citadas y copiadas en obras posteriores. La mayoría de ambos libros se han conservado en su traducción al armenio. El segundo libro fue preservado en una traducción al latín hecha por San Jerónimo. También existen fragmentos citados en obras de escritores siriacos como Jacobo de Edesa y Miguel el Sirio. Y también en la obra del monje bizantino Jorge Sincelo. El registro cronológico más tardió dentro de la obra del que se tiene conocimiento es del año 325, haciendo que la Cronología sea paralela a la «Historia eclesiástica», otra obra de Eusebio de Cesarea.